# 七沢心
七沢 心（ななさわ しん、1987年7月30日 - ）は、日本の女性声優。東京都出身。

## 略歴
小学6年生の時、友人から職業としての声優を教えてもらい、ほとんど気にしていなかったがエンディングのキャスト名を意識して見るようになったという。男の子役を女性が演じて驚き、「私もあんな声を出してみたいな〜」と憧れを抱き、中学1年生の三者面談で「声優になる!」と宣言していた。母は唖然として、教師には止められていたが、一度決めたことは後先考えずに貫き通す性格だったため、中学、高校、専門学校時代を通じて、夢は一切ぶれずに挫けることもなく歩んできたという。
初めてのアニメ出演は、教材アニメだった。テレビアニメでのデビューは『咲-Saki-』の津山睦月役となる。
以前はサンミュージックプロダクションに所属していた。

## 人物
趣味は音楽鑑賞（特にロック）、楽器演奏（ドラム）、お酒（特にカクテル）、料理、アニメ、レトロゲーム、写メ撮り集め、喫茶店巡り。特技はフラッシュ暗算、音楽ゲーム。
資格は日本漢字能力検定2級、日本商工会議所そろばん検定初段、乗算二段、暗算検定1級。

## 出演

### テレビアニメ
- 咲-Saki-（2009年、津山睦月）
- けいおん!!（2010年、クラスメイト〈高橋風子、桜井夏香〉）
- 咲-Saki- 全国編（2014年、津山睦月）

### 劇場アニメ
- 映画けいおん!（2011年、クラスメイト〈高橋風子、桜井夏香〉）

### OVA
- 咲日和（2015年、津山睦月）

### ゲーム
- 咲-Saki- Portable（津山睦月）
- 咲-Saki- 全国編（津山睦月[3]）

### ラジオ
- 純子と涼のアシタヘストライク!（ニュースヘッドライン）